# Episodi di Un dottore tra le nuvole (seconda stagione)
La seconda stagione della serie televisiva Un dottore tra le nuvole è stata trasmessa in anteprima in Germania da Sat.1 tra il 25 ottobre 1993 e il 7 marzo 1994.
| nº | Titolo originale                    | Titolo italiano | Prima TV Germania | Prima TV Italia |
| -- | ----------------------------------- | --------------- | ----------------- | --------------- |
| 1  | Zuckerbrot                          |                 | 25 ottobre 1993   |                 |
| 2  | Die Qual der Wahl                   |                 | 1º novembre 1993  |                 |
| 3  | Blutsverwandtschaft                 |                 | 8 novembre 1993   |                 |
| 4  | Der Patensohn                       |                 | 15 novembre 1993  |                 |
| 5  | Der Floh im Ohr                     |                 | 22 novembre 1993  |                 |
| 6  | Gedächtnislücke                     |                 | 29 novembre 1993  |                 |
| 7  | Der Postraub                        |                 | 6 dicembre 1993   |                 |
| 8  | Heimkehr                            |                 | 13 dicembre 1993  |                 |
| 9  | Eine Weihnachtsgeschichte aus Tirol |                 | 20 dicembre 1993  |                 |
| 10 | Fluchthilfe                         |                 | 27 dicembre 1993  |                 |
| 11 | Die Falle                           |                 | 3 gennaio 1994    |                 |
| 12 | Reich mir die Hand, mein Leben      |                 | 10 gennaio 1994   |                 |
| 13 | Septembergewitter, Teil 1           |                 | 17 gennaio 1994   |                 |
| 14 | Septembergewitter, Teil 2           |                 | 24 gennaio 1994   |                 |
| 15 | Der Wilddieb                        |                 | 31 gennaio 1994   |                 |
| 16 | Das agosto des Gesetzes             |                 | 7 febbraio 1994   |                 |
| 17 | Der Kuppelpelz                      |                 | 21 febbraio 1994  |                 |
| 18 | Der Onkel aus Italien               |                 | 28 febbraio 1994  |                 |
| 19 | Entscheidungen                      |                 | 7 marzo 1994      |                 |